# Willy Jannasch

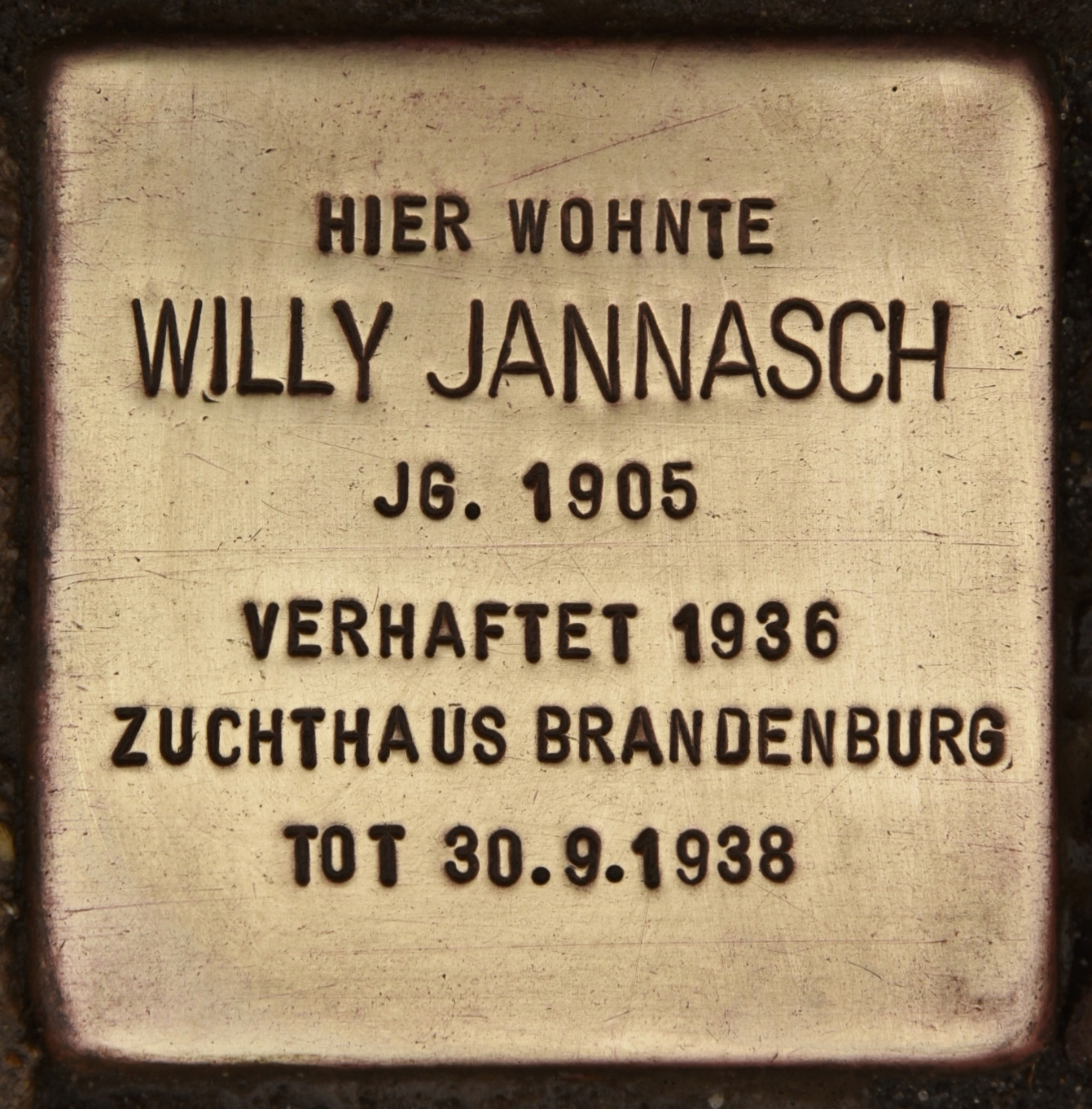
Stolperstein für Willy Jannasch in Cottbus

Willy Jannasch (* 3. September 1905 in Cottbus; † 30. September 1938 im Zuchthaus Brandenburg-Görden) war ein deutscher Widerstandskämpfer gegen den Nationalsozialismus.

## Leben
Willy Jannasch wurde als jüngstes von drei Kindern in Cottbus geboren. Seine Mutter Marianne war als Textilarbeiterin in einer Teppichfabrik tätig. Sein Vater Robert war Bau-, Möbel- und Modelltischler bei der Cottbuser Maschinenbauaktiengesellschaft (COMAG) und seit 1903 Mitglied der SPD.
Nach dem Besuch der Gemeindeschule machte Willy Jannasch zwischen 1920 und 1924 im Betrieb des Vaters eine Ausbildung zum Modelltischler. Nach der Schließung der COMAG im Jahr 1926 verlor er zusammen mit seinem Vater, seinem älteren Bruder und dem Ehemann seiner Schwester seinen Arbeitsplatz. Er fand keine neue Arbeitsstelle und hielt sich mit Gelegenheitsarbeiten wie dem Verteilen von Werbematerial über Wasser. Zusammen mit seinem Vater war er auch gelegentlich als Sargträger beschäftigt.
1927 heiratete er die aus Ebersbach stammende Gertrud Rönsch. Sie war in Cottbus als Textilarbeiterin tätig. 1932 kam die gemeinsame Tochter Jutta zur Welt. 1935 trennte sich das Paar und Gertrud kehrte zusammen mit ihrer Tochter zu ihrer Familie nach Ebersbach zurück. 1937 wurde die Ehe geschieden.

## Politisches Wirken
Schon während seiner Lehrzeit trat Willy Jannasch der Holzarbeiterjugend und der Sozialistischen Arbeiterjugend bei. Außerdem war er Mitglied beim Arbeiterwanderbund Naturfreunde, bei dem er auch seine spätere Ehefrau kennenlernte. Er engagierte sich in der Roten Hilfe und nahm auch an vielen Streiks und Lohnkämpfen teil.
1933 war eine 25-köpfige illegale Gruppe der verbotenen KPD in Cottbus um Walter Wagner, Oskar Hoffmann und Michael Bey verhaftet und später verurteilt worden. Danach nahm Josef Thomas Kontakt zu Willy Jannasch auf. Die beiden kannten sich bereits von verschiedenen politischen Aktivitäten. Zusammen mit unter anderem Bruno Dickhoff, Georg Dix, Albert Förster, Theo Schneider und Kurt Vieweg bauten sie eine Widerstandsgruppe auf, deren Leiter Jannasch war. Diese Gruppe bestand im Kern aus 13 Personen. Zusammen mit nur zeitweilig tätigen Personen umfasste sie etwa 28 Mitglieder. Um die Gefahr der Entdeckung zu minimieren, waren vielen dieser Mitglieder nur diejenigen bekannt, die sie für die Erfüllung ihrer Aufgaben kennen mussten.
Die Haupttätigkeit der Gruppe umfasste zunächst die Wiederaufnahme der Roten Hilfe. Dazu sammelte sie Geld, mit dem sie unter anderem die Familien der 1933 verhafteten KPD-Mitglieder unterstützte. Außerdem nahm die Gruppe Kontakt zu deutschen kommunistischen Emigranten in der Tschechoslowakei und Mitgliedern der KPČ auf. Unter ihnen befand sich auch Max Vieweg, der ältere Bruder von Kurt Vieweg. Von Vorteil war dabei, dass sich Ebersbach, der Heimatort von Gertrud Jannasch, in unmittelbarer Nähe zur tschechoslowakischen Grenze befand. Deshalb konnte Willy Jannasch ihn besuchen, ohne besondere Aufmerksamkeit zu erregen.
Über die Kontakte in der Tschechoslowakei und eine weitere Gruppe aus Forst/Lausitz erhielten Willy Jannasch und seine Mitstreiter verschiedene sozialistische und kommunistische Flugblätter und Schriften, darunter Ausgaben der Roten Fahne, der Inprekorr und der Jungen Garde. Auch das Braunbuch über Reichstagsbrand und Hitlerterror war darunter. Diese wurden an Haushalte in Cottbus, aber auch an Insassen von Reichsarbeitsdienstlagern verteilt.

## Verhaftung, Verurteilung und Tod
Im Januar 1936 wurde Willy Jannasch zusammen mit den zwölf Mitgliedern des Kerns seiner Widerstandsgruppe verhaftet. Bis März wurden sie in Cottbus gefangengehalten und dann nach Berlin überführt. Im Mai erhielten sie ihre Anklageschrift, in der ihnen die Vorbereitung „des hochverrätischen Unternehmens, mit Gewalt die Verfassung des Reiches zu ändern“ vorgeworfen wurde.
Die Verhandlung fand am 29. und 30. Juni im Berliner Kammergericht statt. Willy Jannasch wurde zu vier Jahren und sechs Monaten Zuchthaus verurteilt. Außerdem wurden ihm für fünf Jahre die bürgerlichen Ehrenrechte entzogen. Damit erhielt er als Anführer der Gruppe die schwerste Strafe. Aber auch die anderen Angeklagten wurden zu Zuchthaus- oder Gefängnisstrafen von mindestens einem Jahr verurteilt; drei weitere Angeklagte verloren ebenfalls vorübergehend ihre bürgerlichen Ehrenrechte. Bis auf den Mitangeklagten Willi Graf mussten alle ihre Haftstrafen antreten. Graf war stattdessen bereits nach wenigen Tagen entlassen worden. Dies nährte den Verdacht, dass er die Gruppe verraten hatte. Willi Graf wurde nach dem Ende des Zweiten Weltkriegs 1945 von der SMAD verhaftet und beging kurz darauf Selbstmord.
Willy Jannasch wurde zusammen mit sechs seiner Mitstreiter in das Zuchthaus Brandenburg-Görden gebracht. Ein Gnadengesuch seiner Eltern im Januar 1938 wurde abgelehnt. Er starb am 30. September 1938 im Zuchthaus. Der offizielle Totenschein sprach von Herzversagen. Die Verletzungen, die sein Vater bei der eigenhändigen Überführung des Leichnams nach Cottbus feststellte, sprechen jedoch dafür, dass er an den Folgen von Misshandlungen starb. Willy Jannasch wurde am 4. Oktober auf dem Cottbuser Südfriedhof beerdigt.

## Ehrungen

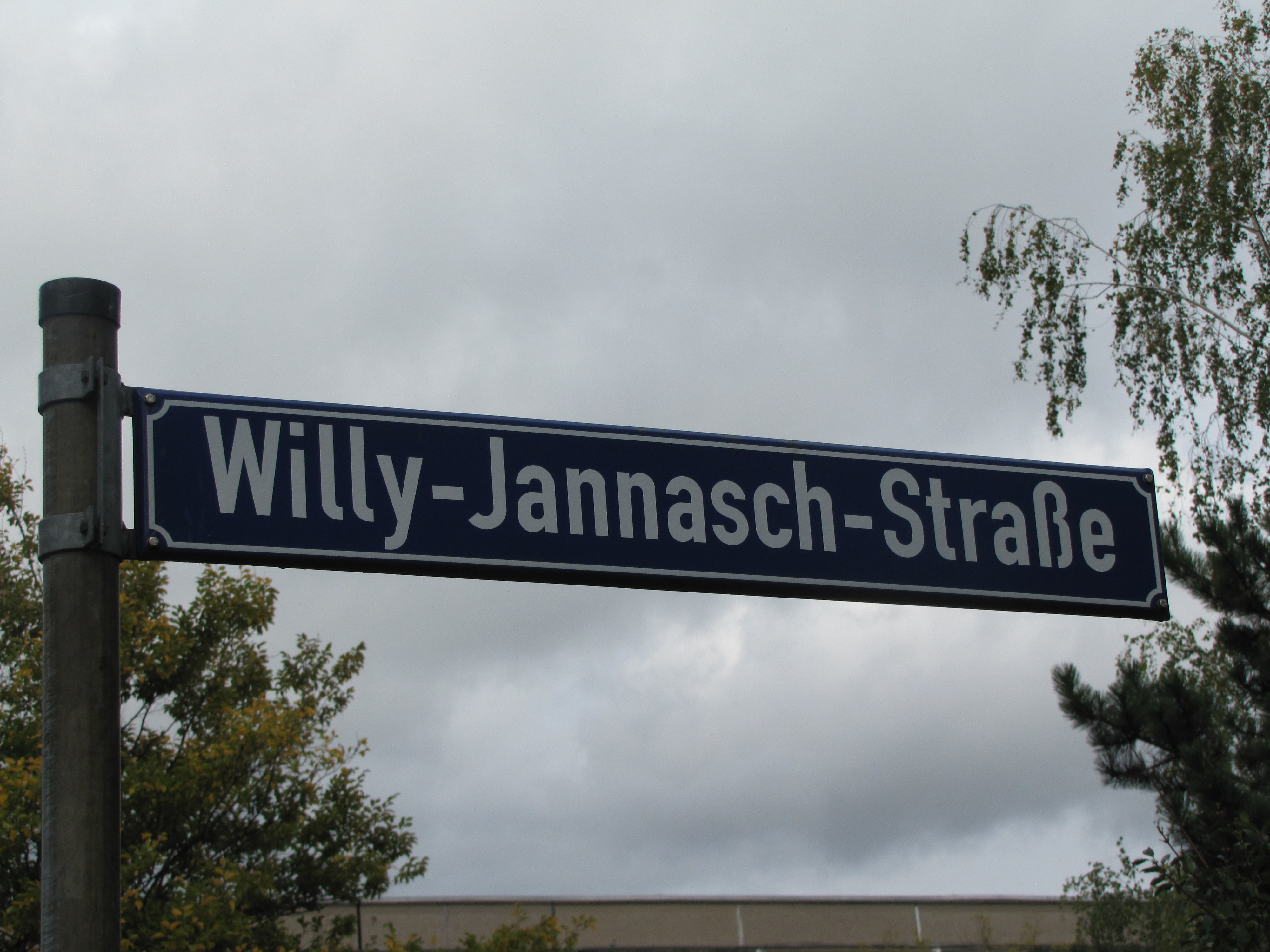
Willy-Jannasch-Straße in Cottbus

Nach dem Ende des Zweiten Weltkriegs widmete man Willy Jannasch in Cottbus eine Straße, die man fälschlicherweise Jannaschkestraße nannte. Erst in den 1980er Jahren wurde der Fehler korrigiert. Die Jannaschkestraße wurde in Lausitzer Straße umbenannt. Dafür erhielt im Cottbuser Stadtteil Sandow die Merzdorfer Straße den neuen Namen Willy-Jannasch-Straße. Im selben Wohngebiet waren auch Straßen nach Jannaschs Weggefährten Bruno Dickhoff, Georg Dix und Albert Förster benannt. Sowohl die Bruno-Dickhoff-Straße als auch die Georg-Dix-Straße wurden nach der Deutschen Wiedervereinigung 1991 wieder umbenannt. Die Willy-Jannasch-Straße und die Albert-Förster-Straße existieren noch heute.
Seit dem 11. Juli 2007 erinnert in der Cottbuser Gartenstraße ein Stolperstein an Willy Jannasch.